# Юкі Хідеясу
Юкі Хідеясу (яп. 結城 秀康, ゆうき　ひでやす; 1 березня 1574 — 2 червня 1607) — японський військовик, даймьо середини період Сенґоку та початку сьоґунату Едо. Голова роду Юкі.

## Життєпис
Походив з роду Токуґава. Син Токуґава Іеясу та його наложниці пані Оман. При народженні отримав ім'я Оґімару. Ріс під наглядом Тойотомі Хідейосі і допомагав йому в кампанії на Кюсю у 1587 році. Хідеясу був прийнятий в клан Юкі в 1589 році і 1590 року успадкував від свого названого батька Харумото (одружився з його небогою) володіння в провінції Сімоса з прибутком у 111 000 коку рису.
1590 року відзначився у військовій кампанії проти роду Ґо-Ходзьо та захопленні замку Одавара.
У 1592 році Юкі Хідеясу — учасник Корейської кампанії.
Під час кампанії Секіґахара він надав неоціненну допомогу у стримуванні Уесуґи Каґекацу, за що був пізніше отримав володіння в провінції Етідзен з доходом 750 000 коку.
У 1604 році прийняв прізвище Мацудайра. Хідеясу був також власником замку Фусімі, де він і помер в 1607 році Ходили розмови про його близькість до клану Тойотомі, що, можливо, і стало причиною його несвоєчасної смерті.
 
У Етідзен йому успадковував син Таданао (1595-1650). Молодший син, Тадамаса, був хоробрим воїном і відзначився під час Осацької кампанії 1614-1615 років. 